# Voskresenivka, Krasnîi Luci
Voskresenivka (în ucraineană Воскресенівка) este un sat în orașul regional Petrovo-Krasnosillea din orașul regional Krasnîi Luci, regiunea Luhansk, Ucraina.

## Demografie
Componența lingvistică a localității Voskresenivka
     Ucraineană (93,38%)
     Rusă (6,62%)
Conform recensământului din 2001, majoritatea populației localității Voskresenivka era vorbitoare de ucraineană (93,38%), existând în minoritate și vorbitori de rusă (6,62%).